# Eugenia de Roma
Eugenia de Roma fue una mártir y santa católica del siglo III. venerada por la Iglesia católica y la Iglesia ortodoxa, cuya festividad se celebra el 25 de diciembre y 24 de diciembre, respectivamente. Su hagiografía se incluye en la Leyenda dorada. Su culto es muy antiguo, y se hizo muy popular por relatos de fabulosos milagros difundidos en varias lenguas.

## Hagiografía

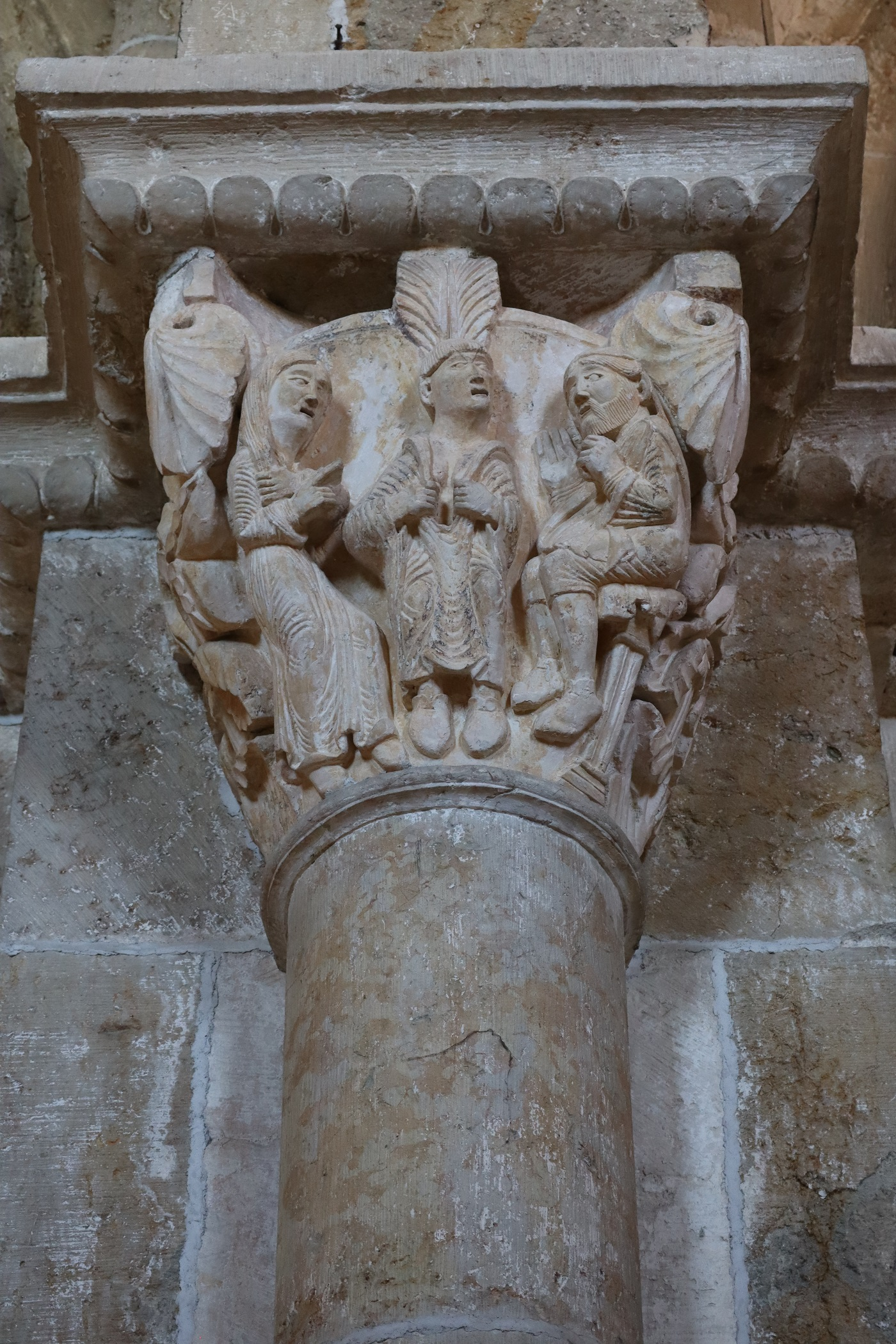
Capitel del interior de la basílica de Vézelay que muestra el momento del juicio en que el monje Eugenio enseña sus pechos para demostrar que en realidad es una mujer y que por lo tanto la acusación de violación es falsa. A su izquierda el juez y a su derecha la mujer que le acusaba.

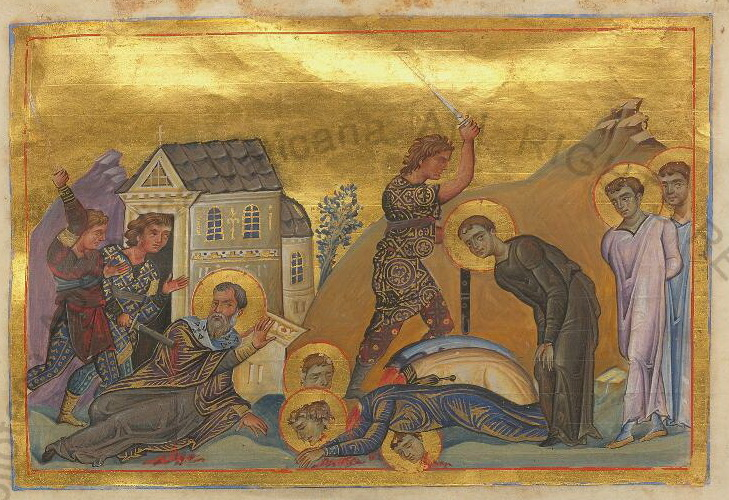
Martirio de Eugenia, representada como monje. Miniatura del Menologion de Basilio II.

Eugenia era hija de un noble romano, Filipo, que fue nombrado prefecto de Egipto por el emperador Galieno, por lo que se trasladó a Alejandría con su familia, su mujer Claudia, Eugenia y sus hermanos Sergio y Avito. Allí Eugenia se convirtió al cristianismo con sus esclavos Proto y Jacinto. Como había consagrado secretamente su virginidad a Dios, huyó de casa vestida de hombre para evitar su matrimonio concertado con el joven Aquilino, el hijo del cónsul, y bajo falsa identidad ingresó en un monasterio masculino (en esta época no existía el monacato femenino y a las mujeres se les negaba la posibilidad de ocupar cargos eclesiásticos).
Siguió fingiendo ser hombre y con el tiempo llegó a ser abad y su fama se extendió dentro y fuera del convento. Entonces una noble romana llamada Melancia intentó seducir al monje, pero al ser rechazada por despecho lo acusó de intentar abusar de ella. En el juicio, presidido por su propio padre, para demostrar su inocencia tuvo que revelar su verdadera identidad. Tras encontrar a su hija perdida, su padre se habría convertido también al cristianismo. 
Fue mandada decapitar por el prefecto de Alejandría Nicecio un 25 de diciembre y fue sepultada en la vía Latina.